# Тениска заклетва
Заклетва на тениском терену (фр. serment du jeu de paume) је био кључни догађај у Француској револуцији. Заклетву су потписали 576 од укупно 577 депутата француског трећег сталежа и неколико депутата првог сталежа. То се догодило за време састанка Генералне скупштине сталежа 20. јуна 1789. на тениском терену близу Версајске палате. Састанком су председавали Мирабо и опат Сијес. Од 17. јуна 1789. ова група је почела да себе назива: Национална скупштина,. што је постало име врховне законодавне власти у Француској.
Ујутро 20. јуна, депутати су затекли своје просторије закључане и под стражом. Сматрајући да се можда припрема краљевски пуч, окупили су се на оближњем затвореном тениском терену. Ту су дали свечану заклетву да ће наставити са заседањемнм све док се не донесе устав краљевине.

## Текст заклетве
Скупштина хитно проглашава:
Национална скупштина, сматрајући да је позвана да утврди устав земље, да треба да поврати јавни ред, и да одржи истинске принципе монархије; нека ништа не спречава њена заседања где год је принуђена да се успостави; и, најзад, Национална скупштина постоји тамо где се њени чланови окупе.
Проглашавамо да сви чланови ове Скупштине дају завет да се никада не распусте, и да се поново окупе где год то околности захтевају, док се не донесе устав краљевства заснован на солидним темељима; и да по полагању заклетве сви чланови потврђују ово непоколебљиво обећање својим потписом.

## Значај заклетве
Заклетва на тениском терену је први акт којим се грађански сталеж успротивио апсолутној власти Луја XVI. Њихова одлучност је довела до тога да краљ попусти овим захтевима и да нареди племству и свештенству да се прикључе трећем сталежу у Народној скупштини.
Овим прогласом су се чланови Националне скупштине декларисали као врховна државна власт. Од овог момента, краљевска власт је тешко могла да се позива на историјско божанско право краљева.